# Mount Hager
Mount Hager ist ein 2420 m hoher Berg im Norden des ostantarktischen Viktorialands. In der Explorers Range der Bowers Mountains ragt er 10 km westlich des Mount Cantello auf.
Der United States Geological Survey kartierte ihn anhand eigener Vermessungen und mithilfe von Luftaufnahmen der United States Navy zwischen 1960 und 1965. Das Advisory Committee on Antarctic Names benannte ihn 1970 nach dem US-amerikanischen Geophysiker Clarence Lloyd Hager Jr. (* 1931), der von 1967 bis 1968 auf der Amundsen-Scott-Südpolstation tätig war.